# Agnieszka Górska
Agnieszka Beata Górska z domu Pytlak (ur. 1 stycznia 1976 w Skarżysku-Kamiennej) – polska polityk, ekonomistka i działaczka samorządowa, posłanka na Sejm IX i X kadencji.

## Życiorys
Z wykształcenia ekonomistka, absolwentka Wydziału Ekonomicznego Politechniki Radomskiej z 2001. Pracowała jako redaktor naczelna lokalnego czasopisma społeczno-kulturalnego w Szydłowcu, kierowała też powiatowym biurem Agencji Restrukturyzacji i Modernizacji Rolnictwa.
W wyborach parlamentarnych w 2001 kandydowała do Sejmu z listy Ligi Polskich Rodzin. W latach 2005–2006 pełniła mandat radnej Sejmiku Województwa Mazowieckiego, który uzyskała z listy tej partii. Dołączyła do Prawa i Sprawiedliwości, została pełnomocnikiem tej partii w powiecie szydłowieckim. W latach 2007–2010 oraz 2011–2019 z ramienia PiS ponownie była radną sejmiku.
Z ramienia PiS ubiegała się o mandat poselski w wyborach w 2007, 2011 i 2015. W wyborach parlamentarnych w 2019 z listy Prawa i Sprawiedliwości uzyskała mandat posłanki na Sejm IX kadencji, zdobywając 9134 głosy w okręgu radomskim.
We wrześniu 2020 została przez prezesa PiS Jarosława Kaczyńskiego zawieszona w prawach członka partii za złamanie dyscypliny klubowej, głosując przeciwko nowelizacji ustawy o ochronie zwierząt; zawieszenie wygasło w listopadzie tegoż roku. W wyborach w 2023 z powodzeniem ubiegała się o poselską reelekcję (zdobywając 11 494 głosy). W 2024 bezskutecznie kandydowała na urząd burmistrza Szydłowca, przegrywając w drugiej turze.

## Wyniki w wyborach ogólnopolskich
| Wybory | Komitet wyborczy   | Komitet wyborczy       | Organ            | Okręg | Wynik        |
| ------ | ------------------ | ---------------------- | ---------------- | ----- | ------------ |
| 2001   |                    | Liga Polskich Rodzin   | Sejm IV kadencji | nr 17 | 529 (0,22%)  |
| 2007   |                    | Prawo i Sprawiedliwość | Sejm VI kadencji | nr 17 | 4745 (1,67%) |
| 2011   | Sejm VII kadencji  | Prawo i Sprawiedliwość | 3296 (1,27%)     | nr 17 |              |
| 2015   | Sejm VIII kadencji | Prawo i Sprawiedliwość | 4548 (1,65%)     | nr 17 |              |
| 2019   | Sejm IX kadencji   | Prawo i Sprawiedliwość | 9134 (2,73%)     | nr 17 |              |
| 2023   | Sejm X kadencji    | Prawo i Sprawiedliwość | 11 494 (2,94%)   | nr 17 |              |